# 陳若曦
陳若曦（Lucy Hsiu-Mei Chen，1938年11月15日—），原名陳秀美，新北市永和人，台灣作家。1974年發表的著名小說《尹縣長》，使她成為「傷痕文學第一人」。

## 生平

### 台灣（1938-1962）
陳若曦，1938年11月15日於日治時期臺灣台北市一水之隔的下溪州（現在的永和）出生，出生時名叫「陳珠子」。她出生於工人之家，父親為木匠，母親為童養媳。之後搬到台北市永康街，她念幸安小學3年級時，為消除日本文化的影響，政府強制女生凡帶「子」者必須改名，於是她就為自己改名為「陳秀美」。
1947年發生二二八事件時，她在家門口親眼看到有人被槍殺，之後白色恐怖，因而對國民黨反感，認為把國民黨趕到台灣的共產黨了不起。
1957年於北一女中畢業後，她升讀國立臺灣大學外文系，同班同學包括：白先勇、王文興、郭松棻、李歐梵、葉維廉、歐陽子、戴天、林耀福、楊美惠等。1960年，她與系上同學白先勇、歐陽子、王文興等人創辦《現代文學》雜誌。1961年，她於臺灣大學本科畢業。

### 美國（1962-1966）
1962年，她赴美國曼荷蓮學院進修，之後轉入馬里蘭州約翰霍普金斯大學寫作系，攻讀碩士課程。
1964年，她和段世堯結婚，段世堯是約翰霍普金斯大學的流體力學博士。

### 中國（1966-1973）
段世堯是福州人，由於他曾經看到國民黨在福州撤退時在街上抓壯丁，對國民黨很反感，不想回台灣；他嚮往社會主義，想到中國大陸看看。 1966年，陳若曦碩士畢業後，便隨丈夫段世堯前往中國大陸，10月到達北京。她曾任教南京市華東水利學院（今河海大學），期間遇上文化大革命。陳若曦夫婦兩人曾在青龍山煤礦挖煤，又到五七幹校進行了三年勞動改造。

### 香港（1973-1974）
1973年，陳若曦離開生活了七年（北京兩年、南京五年）的中國大陸，一家四口從南京移居香港。她在港島大坑的新法書院擔任英文教師，丈夫段世堯在香港浸會書院任教。當時六歲的長子段煉在大坑附近的官立小學讀書，三歲的幼子陳賡開始念幼稚園。經台大外文系的同班同學戴天介紹，她認識了《明報月刊》總編輯胡菊人。胡菊人邀她寫點大陸的經驗，於是她將陝西一位歸降並當上縣長的前國民黨上校在文革時被批鬥的故事，以小說形式寫出，就是著名的《尹縣長》，該小說於1974年11月在《明報月刊》發表，引起轟動，使陳若曦成為了「傷痕文學第一人」。

### 加拿大（1974-1979）
1974年，陳若曦移民加拿大溫哥華，她做過包裝唱片的計時工，亦當過銀行出納員。

### 美國（1979-1995）
1979年，應美國柏克萊加州大學中國研究中心之聘，陳若曦舉家移居美國三藩市。
1980年初，在聶華苓勸說下，陳若曦帶著一份27位留美作家學者簽署的請願書，回到久別十八年的台灣，面見總統蔣經國，為高雄「美麗島事件」被捕人士說情。
1983年，陳若曦出任柏克萊加州大學東方語言學系客座講師。
1984年，陳若曦隨已有美國國籍的丈夫段世堯取得美國國籍。
1989年，陳若曦創組海外華文女作家協會，並當選首任會長。

### 台灣（1995- ）
陳若曦一直盼望回台灣終老，但丈夫段世堯對台灣的前途缺乏信心，認為李登輝統治下的台灣會走上「台獨」並引起戰爭。1995年，57歲的陳若曦決定放棄婚姻回台灣定居，與留在美國的段世堯離婚。她出任國立中央大學駐校作家，兼任慈濟大學教授。
2001年8月中旬，陳若曦和當年台灣大學的同窗陳明和結婚。陳明和是台北商業技術學院應用外語系副教授，曾赴美國路易斯安那州東南大學取得碩士學位。 政治立場上陳若曦是「統派」，但陳明和則主張「台獨」，由於政治上的分歧無法彌合，兩人終於2003年和平分手，以離婚收場。
2006年，陳若曦任國立台北科技大學駐校作家。
2007年，陳若曦當選中國婦女寫作協會理事長、中華民國專欄作家協會副理事長、台灣銀髮族協會「藝文列車」主任委員。

## 創作風格與題材
陳若曦的創作風格以寫實主義為主，她始終秉持「絕不無病呻吟」的寫作理念，其創作充滿現實政治色彩，具人道關懷精神與敏銳的時代嗅覺。她的創作風格與題材可分為以下四個階段。

### 1960年代：臺灣鄉土題材
陳若曦此時期創作的小說多為臺灣鄉土題材，常探討死亡命題，並具破迷信、反封建的意識，小說帶有虛無晦暗的情調，主要作品如〈辛莊〉、〈最後夜戲〉。

### 1970年代：在中國大陸時的文革經驗
陳若曦此時期小說的自傳色彩甚濃，其代表作《尹縣長》對大陸文革生活進行反思，以洗鍊的文筆、樸實無華的白描，將文革時期悲慘的經驗提煉昇華，轉化為展現人性的藝術之作。《尹縣長》成為大陸「傷痕文學」的先聲。
她取材於文革時期的小說，尚有《老人》、《歸》、《文革雜憶》等書，長篇小說《歸》為陳若曦文革經驗的回憶與總結。

### 1980年代：在美國的移民小說
從1980年《向著太平洋彼岸》開始，陳若曦轉向書寫從大陸或臺灣移民至美國的華人知識份子生活，代表作品包括《城裏城外》、《突圍》、《遠見》、《二胡》、《紙婚》及《貴州女人》等。此時的作品已擺脫1970年代中期傷痕小說乾冷的筆調與悲怨的氣息，呈現出兩岸三地華人的多元形象，使臺灣的移民小說在1980年代的文壇展現出不同的面貌。

### 1990年代：女性主體思考
1995年陳若曦從海外回到臺灣定居，作品主要以女性為主體思考，其中也帶有移民小說的餘緒。她透過反思海內外及臺灣的女性生命經驗，寫出超越文化與時空的人情小說。此時期的作品包括《王左的悲哀》、《女兒的家》、《清水嬸回家》、《完美丈夫的秘密》等。

## 代表作

### 尹縣長
短篇小說集，1976年出版。
《尹縣長》一書共有〈晶晶的生日〉、〈值夜〉、〈查戶口〉、〈任秀蘭〉、〈耿爾在北京〉、〈尹縣長〉6篇小說，陳若曦以寫實手法描寫文革受害者的悲劇經驗，並以冷靜紀實之筆，利用旁白、自白或對話，細膩道出角色的心聲。在樸實無華的文字中，令人感受到驚心動魄的震撼。小說中的主角多為知識份子，作者著重描寫他們在文革生活中所受的迫害和壓制，以及文革時期人性的扭曲。《尹縣長》是陳若曦追求理想的幻滅之作，卻成功地刻劃了中國大陸文革時期的苦難。

### 遠見
長篇小說，1984年出版。
《遠見》寫一位臺灣女子廖淑貞因為丈夫吳道遠的移民「遠見」，而陪同女兒到美國來升學，歷經煎熬才終於拿到綠卡，但先生卻在臺灣外遇生子。作者在人性慾望與現實考量中，對美國、臺灣和中國大陸三個社會進行多層面的探討，並對華人女性在人生中的追尋也有深入剖析。陳若曦以敏銳的洞察力捕捉時代感，透過描寫美國的華人社會，深刻刻畫海外華人的形象與情感。

## 各時期主要作品

### 大學時期作品
- 〈欽之舅舅〉
- 〈灰眼黑貓〉
- 〈巴里的旅程〉
- 〈收魂〉
- 〈辛莊〉
- 〈喬琪〉
- 〈燃燒的夜〉
- 〈最後夜戲〉
- 〈婦人桃花〉

### 文革相關作品
- 〈尹縣長〉
- 〈耿爾在北京〉
- 〈歸〉
- 〈晶晶的生日〉
- 〈尼克森的記者團〉
- 〈查戶口〉
- 〈任秀蘭〉
- 〈丁雲〉
- 〈十三號單元〉
- 〈女友艾芬〉
- 〈文革雜憶〉

### 美國及兩岸三地人情世故相關作品
- 《突圍》
- 《遠見》
- 《二胡》
- 《紙婚》
- 《城裡城外》
- 《王左的悲哀》
- 《貴州女人》

### 在臺時期作品
- 《女兒的家》
- 《打造桃花源》
- 《清水嬸回家》
- 《完美丈夫的秘密》
- 《堅持、無悔──陳若曦七十自述》